# Taira no Tokuko
Taira no Tokuko est un nom japonais traditionnel ; le nom de famille (ou le nom d'école), Taira, précède donc le prénom (ou le nom d'artiste).
Taira no Tokuko (平 徳子, 1155 - 1213) connue plus tard sous le nom impératrice douairière Kenrei (建礼門院,, Kenreimon-In), est la dernière membre impériale du clan Taira survivante du modeste navire portant l'empereur à la grande bataille navale de Dan-no-ura.
Sa vie est un récit palpitant qui transcende à la fois l'histoire et la littérature.

## Biographie

### Fille d'un empereur
Tokuko-hime devient la fille adoptée de l'empereur Go-Shirakawa (後白河天皇,, Go-Shirakawa-tennō), 77e empereur du Japon qui règne de 1155 jusqu'en 1158. En 1171, lorsque Tokuko est adoptée à l'âge de 17 ans, l'ancien empereur abdique et entre dans le sacerdoce bouddhiste, prenant le nom (bouddhiste) de Gyōshin. Douze jours plus tard, la nouvelle fille de Gyōshin est élevée encore plus haut, cette fois dans le rôle d'impératrice consort (kugō) de l'empereur Takakura (高倉天皇,, Takakura-tennō), 80e occupant du trône du chrysanthème, alors âgé de onze ans,.

### Consort d'un empereur
Elle est la deuxième fille de Taira no Kiyomori (平清盛) et donc cousine germaine de son mari l'empereur (comme sa mère et la mère de Tokuko sont des demi-sœurs).
Takakura abdique le 21e jour du 2e mois de 1180 et quand son fils est intronisé, la mère de l'empereur (kōdai-kugō) reçoit le nom Kenrei-mon In. À cette époque, les noms de plusieurs portes dans les murs entourant les motifs impériaux se réfèrent non seulement aux ouvertures dans la paroi elles-mêmes, ces noms sont également utilisés pour désigner indirectement une proche résidence d'une impératrice dont le mari a abdiqué ou comme moyen indirect de faire référence à une impératrice douairière elle-même.

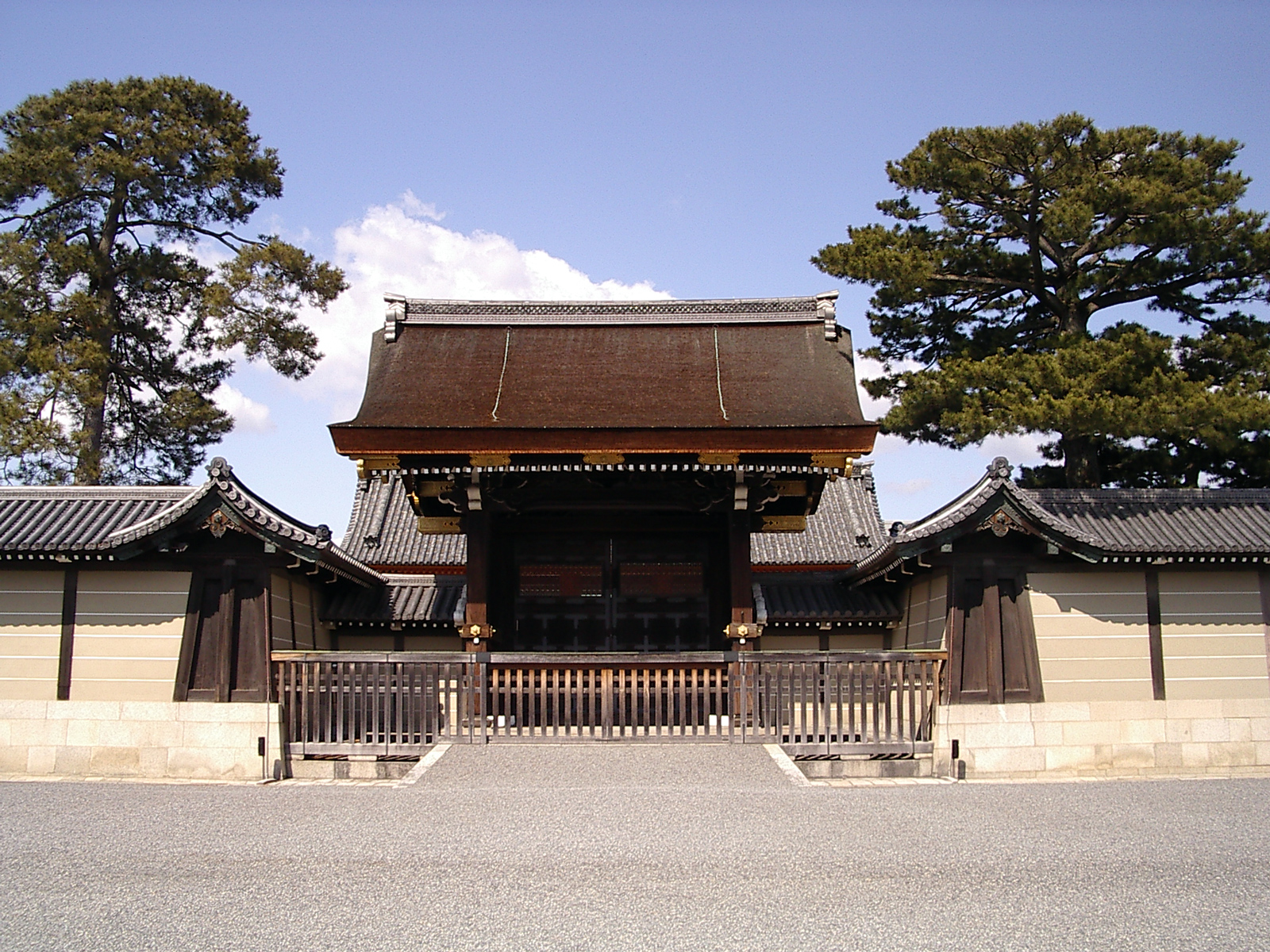
Le Kenrei-mon (建礼門), une des portes d'entrée du palais impérial de Tokyo

L'impératrice douairière Kenrei (建礼門院,, Kenrei-mon-In) par exemple, dont la résidence officielle, après l'abdication et la mort de l'empereur Takakura, est située près de la Porte Kenrei.

### Mère d'un empereur
Kenrei-mon In est la mère du prince impérial Tokihito (言仁親王,, Tokihito-shinnō), qui devient plus tard l'empereur Antoku (安徳天皇,, Antoku-tennō), 81e empereur du Japon. Le garçon empereur règne de 1180 à 1185.

### Survivante de Dan-no-ura
La période la plus difficile de la vie de Kenreimon-In a sans doute lieu vers la fin de la bataille de Dan-no-ura qui se déroule près de la pointe sud de Honshū à Shimonoseki, Yamaguchi.
- Ère Genryaku 2, 24e jour du 3e mois (25 avril 1185) : Les Taira et les Minamoto s'affrontent pour la dernière fois[7] et les premiers sont battus de façon décisive. Beaucoup de samouraï Taira se jettent dans les vagues plutôt que de vivre et voir la défaite finale de leur clan aux mains des Minamoto. Taira no Tokiko, grand-mère de Antoku et veuve de Taira no Kiyomori, saute dans l'eau avec le jeune empereur fermement serré dans ses bras[8].

Kenrei-mon In essaie aussi de se noyer mais selon les comptes-rendus conventionnellement acceptés, elle est tirée de l'eau avec un râteau dans lequel se prennent ses longs cheveux.

### Bhikkhuni

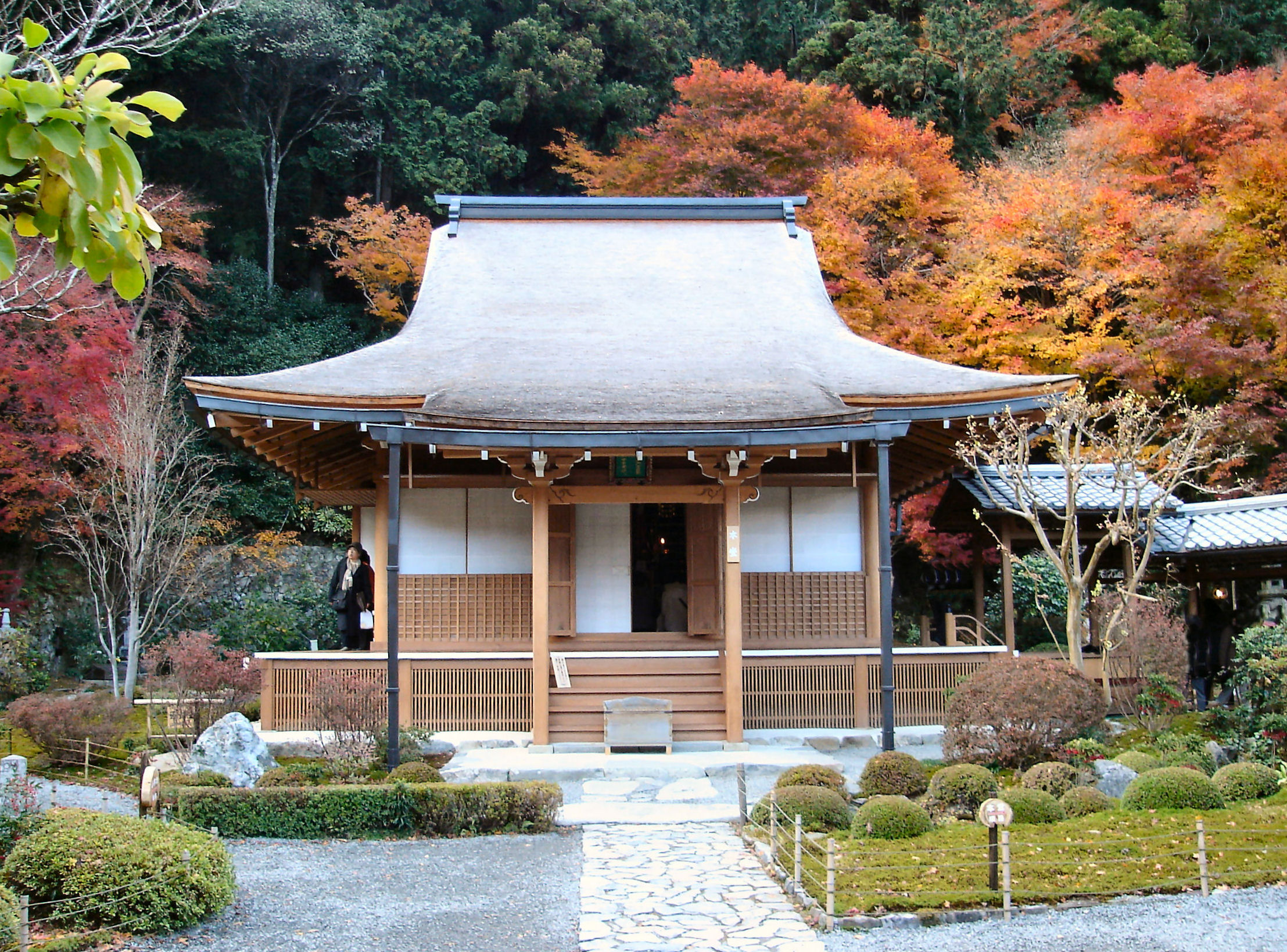
Le Jakkō-in, couvent bouddhiste près de Kyoto.

Celle qui a été fille, épouse et mère d'empereur termine sa vie en recluse.
- Ère Bunji 1, 1er jour du 5e mois (1185) : Kenrei-mon in prend la tonsure au Chōraku-ji, temple branche du Enryaku-ji à Higashiyama[10]... Lien vers photos du Chōraku-ji
- Bunji 1, 30e jour du 9e mois (1185) : Kenrei-mon In se retire plus encore du monde lorsqu'elle se rend au Jakkō-in, couvent bouddhiste situé près du village d'Ōhara, au nord-est du Heian-kyō[11]... Lien vers photos du Jakkō-in et d'Ōhara
- Bunji 2, 20e jour du 4e mois (1186) : Gyōshin, l'ancien empereur cloîtré Go-Shirakawa, rend visite à Kenrei-mon In dans sa retraite rurale d'Ōhara[12].
- Ère Kenkyū 2, 2e mois (1192) : Kenrei-mon In meurt à Ōhara[13].

Cette grande dame autrefois choyée aurait composé ce poème dans sa cabane d'ermite :
Ai-je jamais rêvé
Que je contemple la Lune
Ici, sur la montagne -
La lune que j'ai l'habitude de voir
Dans le ciel dessus le palais ?

## En littérature
Beaucoup d'histoires et d'œuvres représentent cette période de l'histoire du Japon et c'est par ces sources que la vie de Tokuko-dono nous est surtout connue. Le Heike monogatari (平家物語) est la plus célèbre des sources à partir desquelles nous en apprenons sur ce personnage historique bien que de nombreuses pièces kabuki et bunraku reproduisent les événements de la guerre
Le thème central de l'histoire de Heike —et le thème miroir de l'histoire de la vie de Taira no Tokuko— est une démonstration de la loi bouddhiste de l'Anitya (impermanence) dont le thème (mujō) est représenté dans le passage d'ouverture :

« Le son des cloches du Gion Shōja fait écho à l'impermanence de toutes choses; la couleur des fleurs de sāla révèle la vérité selon laquelle la prospérité doit diminuer. Les fiers ne durent pas, ils sont comme un rêve d'une nuit de printemps; les puissants chutent enfin, ils sont comme poussière dans le vent. »

Ici comme dans les classique japonais et autres monogatari, les figures centrales sont connues du peuple, les grands événements sont généralement compris et les enjeux tels qu'ils sont compris à l'époque sont classiquement admis comme éléments de la fondation de la culture japonaise. La précision de chacun de ces documents historiques est devenue un sujet récurrent d'étude plus approfondie et tout comme certains contes ont résisté à un examen minutieux, d'autres « faits » présumés se sont avérés être inexacts.

## Source de la traduction
- (en) Cet article est partiellement ou en totalité issu de l’article de Wikipédia en anglais intitulé « Taira no Tokuko » (voir la liste des auteurs).